# Rhynchaenus rufus
Rhynchaenus rufus är en skalbaggsart som först beskrevs av Franz Paula von Schrank 1781.  Rhynchaenus rufus ingår i släktet Rhynchaenus, och familjen vivlar. Arten är reproducerande i Sverige.